# عمر سامپدرو
عمر سامپدرو (انگلیسی: Omar Sampedro؛ زادهٔ ۵ ژوئن ۱۹۸۵) بازیکن فوتبال اهل اسپانیا است.
از باشگاه‌هایی که در آن بازی کرده‌است می‌توان به باشگاه فوتبال پومفرادینا، باشگاه فوتبال اسپورتینگ خیخون، و باشگاه فوتبال زامورا اشاره کرد.